# Кожански археологически музей
Кожанският археологически музей (на гръцки: Αρχαιολογικό Μουσείο Κοζάνης) е музей в град Кожани, Гърция.

## История
Музеят е разположен в неокласическа сграда от началото на XX век, известна като къщата на Панайотидис, дарена от община Кожани на Археологическата служба. Музеят работи нормално до земетресението в 1995 година, когато сградата пострадва и оттогава е в ремонт.
В музея са изложени археологически находки от цяло Кожанско, освен от Еани. Находките включват скулптури, надписи, статуи, релефи, глинени съдове, фигурки и златни, сребърни и бронзови бижута, като всички датират от палеолита до римския период.
В първата изложбена зала са основно находки от Кожанския некропол (бронзови бижута, метални съдове, типични оръжия, златни и сребърни бижута и сребърни монети), датиращи от желязната епоха до III век пр. Хр. Във втората изложбена зала са находки от керамика, каменна облицовка и коропластика от всички периоди от Палеокастро, Метаморфоси, Кожани, Дебрец, Апидеа, Ератира и други. В третата зала се намират мраморни статуетки и стели, оброчни приноси от светилища на боговете и почетни стели, споменаващи булето и демосът, от различни части на Кожанско и датиращи от елинистически и римски времена. В четвъртата зала са изложени мраморна стела с много информация за района на Еордея в началото на II век пр. Хр., мраморен гроб и оброчни стели и три статуи (долната част на женска статуя, мраморна статуетка на дете и мраморната глава на жена, която датира от IV век пр. Хр.).
- Мраморна статуя от римско време
- Метални находки, основно от Кожанския некропол, датирани към желязната епоха до III век пр. Хр.
- Изложени експонати в двора на музея
- Експонати от керамика, камък и други, всички от Кожанско от различни епохи
- Мраморна глава на жена от Елани, IV век пр. Хр.